# Bourzanga
Bourzanga är en stad i departementet Bourzanga i provinsen Bam i norra Burkina Faso. Den är huvudort i departementet Bourzanga och har 7 088 invånare. Staden har två forntida nekropoler som sedan 9 april 1996 är uppsatta på Burkina Fasos tentativa världsarvslista.